# Anais Maggetti
Anais Maggetti (Losone, 9 december 1990) is een Zwitserse golfprofessional.
In haar amateurtijd speelde ze al vier keer mee in het Ladies Swiss Open op de Golf Gerre Losone in Losone en eindigde op de 22ste plaats in 2008 en op de 14de plaats in 2010. In 2011 speelde ze enkele toernooien op de Suncoast Ladies Series in Florida.

## Professional
Maggetti werd in 2012 professional. Dat jaar speelde ze 17 toernooien op de Ladies European Tour. Haar beste resultaat was een 11de plaats bij de ISPS Handa Ladies British Masters